# Electresia zalesskii
Electresia zalesskii är en fjärilsart som beskrevs av Kuznetsov 1941. Electresia zalesskii ingår i släktet Electresia och familjen vecklare. Inga underarter finns listade i Catalogue of Life.